# 1450 Raimonda
Raimonda (asteróide 1450) é um asteróide da cintura principal com um diâmetro de 14,88 quilómetros, a 2,1729053 UA. Possui uma excentricidade de 0,1691091 e um período orbital de 1 544,67 dias (4,23 anos).
Raimonda tem uma velocidade orbital média de 18,41807973 km/s e uma inclinação de 4,86495º.
Esse asteróide foi descoberto em 20 de Fevereiro de 1938 por Yrjö Väisälä.